# Rudolf Tobias
Rudolf Tobias (født 29. maj 1873 i Käina, død 29. oktober 1918 i Berlin) var en estisk komponist og organist.
Tobias studerede fra 1893 ved konservatoriet i Sankt Petersborg bl.a. hos Nikolaj Rimskij-Korsakov. På denne tid skrev han sine kantate Johannes af Damaskus (Johannes Damaskusest). I 1904 rejste han til Tartu og i 1910 til Berlin, hvor han døde. Hans jordiske levninger blev først overført til Estland i 1992.

## Liv og gerning

### Tidlige liv
Rudolf Tobias blev født i Selja, Käina Kommune, på øen Hiiumaa. Han var søn af den lokale skolelærer Johannes Tobias og hans kone Emilie. Tobias modtog sin første musikalske undervisning fra sin fader. Under hans faders vejledning begyndte han i en tidlig alder musikalsk træning og komponerede sine første kompositionsøvelser fra 1882, da han var 9 år gammel. I 1885 kom han i skole i Haapsalu og studerede klaver under Catharina von Gernet, en lokal pianist. Efter at han havde taget eksamen, flyttede Tobias med sine forældre til Kullamaa, hvor hans fader var blevet skolelærer. I 1889 kom Tobias ind i Tallinn Nicolai Gymnasium, hvor han bestod eksamen og studerede både orgel- og musikteori med Ernst Reinicke, organist i Tallinn Domkirke.
I 1893 fortsatte Tobias sine studier ved Sankt Petersborgs musikkonservatorium, hvor han studerede orgel med Louis Homilius og komposition med Nikolai Rimsky-Korsakoff. I 1897 afsluttede Tobias med eksamen i begge musikalske emner og offentliggjorde som sit kandidatværk kantaten "Johannes Damaskusest". Efter bestået eksamen arbejdede Tobias som organist og korleder ved Sankt Petersborgs estiske Sankt Johannes Kirke (Peterburi Jaani kirik) fra 1898 til 1904. I løbet af denne tid fremførte han også sine egne kompositioner.

### Karriere
I 1904 flyttede Tobias til Tartu og arbejdede som musiklærer på mange skoler og arbejdede også som vejleder. Under sin tid i Tartu deltog han i at arrangere koncerter, samt at virke som pianist, dirigent og organist og forberede sig på fremførelse af oratorier af den samtidige Aleksander Läte. Tobias begyndte også at arbejde som musikalsk journalist i denne periode og sluttede sig til den litterære gruppe Noor Eesti (oversat: Unge Estland).
I januar 1908 flyttede Tobias kort til Paris i Frankrig. Kort efter levede han en kort tid i München og Dresden i Tyskland og Prag og Dubí i nutidens Tjekkiske Republik. I slutningen af 1908 flyttede han til Leipzig.
I 1910 flyttede Tobias til Berlin, hvor han arbejdede som både organist og journalist. I 1911 var han aktivt medlem af bedømmelsesudvalget for den tyske komponistunion (Genossenschaft Deutscher Tonsetzer). I 1914 erhvervede han tysk statsborgerskab, og havde der efter fuldt professorat på Det Kongelige Musikkonservatorium.
I august 1913 besøgte Tobias sit hjemland for at opleve åbningsceremonierne for det nye Estonia Teater, hvortil han også lavede sine egne kompositioner. Efter at være vendt tilbage til Berlin arrangerede Tobias sin forfatterkoncert, hvor passager af hans oratorium "Mission of Jonah" blev fremført. Efter udbruddet af Første Verdenskrig blev Tobias indskrevet i den tyske hær, hvor han arbejdede som tolk. Tobias blev udskrevet af hæren af medicinske grunde i 1916, og han vendte tilbage til arbejdet i Det Kongelige Musikkonservatorium.

### Død og arv
Tobias døde af lungebetændelse den 29. oktober 1918. Han blev begravet på Wilmersdorf kirkegård i Berlin. Efter genoprettelsen af Republikken Estland blev Tobias rester genbegravet den 7. juni 1992 i Kullamaa.
Hans yngste datter, Helen, der først blev født syv måneder efter hans død, blev også komponist.

## Hædersbevisninger
Til mindet om Rudolf Tobias liv og arbejde blev der opført et monument i Haapsalu i 1929 designet af arkitekten Roman Haavamägi og et mindesmærke opført i Kullamaa i 1973. I 1924 blev en gade i Tallinns bydel Raua omdøbt efter Tobias, og i 1973 blev Tobias navn givet til børnenes musikskole i Kardla. I anledning af 100-årsdagen for Tobias fødsel blev der i 1973 åbnet et mindesmuseum i Selja, Käina Vald i det hus, hvor han blev født.
Rudolf Tobias portræt blev anvendt på forsiden af den estiske 50 kroon-seddel, der blev brugt mellem 1994 og 2010.
Tobias String Quartet (Tobiase Keelpillikvartett) er opkaldt efter denne komponist.

## Værker
- Joonas (oratorium, 1909)
- Sealpool Jordanit (oratorium, ufuldendt)
- Johannes Damaskusest (kantate, 1897)
- Kalevipoja unenägu (symfonisk melodrama, 1912)
- Kalevipoeg põrgu väravas (symfonisk melodrama, 1912)

### Kammerkvartet
- Ööpala

### Ballader
- Sest ilmaneitsist ilusast (for sopran og symfoniorkester)

### Orgelmusik
- fuga d-mol
- koralforspil
- preludier
- Julius Caesar (åbning, 1896)

### Sange for solo og kor
- Varas
- Noored sepad
- Largo[1]